# Onychomyrmex mjobergi
Onychomyrmex mjobergi is een mierensoort uit de onderfamilie van de Amblyoponinae. De wetenschappelijke naam van de soort is voor het eerst geldig gepubliceerd in 1915 door Auguste Forel.
De soort werd ontdekt door Eric Mjöberg in het regenwoud van Queensland (Australië).